# Faucaria bosscheana
Faucaria bosscheana là một loài thực vật có hoa trong họ Phiên hạnh. Loài này được (A.Berger) Schwantes mô tả khoa học đầu tiên năm 1926.